# مراد أكبينار
مراد أكبينار (بالتركية: Murat Cem Akpınar) هو لاعب كرة قدم تركي في مركز الوسط، ولد في 24 يناير 1999 في دوزكوي ‏ في تركيا. لعب مع طرابزون سبور.

## وصلات خارجية
- مراد أكبينار على موقع اتحاد تركيا (لاعب) (الإنجليزية)
- مراد أكبينار على موقع قاعدة بيانات كرة القدم.إي يو (الإنجليزية)
- مراد أكبينار على موقع Soccerway.com (الإنجليزية)
- مراد أكبينار على موقع عالم كرة القدم.نت (الإنجليزية)